# Diablo Swing Orchestra
Pour les articles homonymes, voir DSO.
Diablo Swing Orchestra (DSO) est un groupe suédois de metal avant-gardiste. Formé en 2003, il compte actuellement cinq albums à son actif : The Butcher's Ballroom sorti en 2006, Sing Along Songs for the Damned and Delirious en 2009, Pandora's Piñata en 2012, Pacifisticuffs en 2017 et Swagger & Stroll Down The Rabbit Hole en 2021. 
Formé en 2003, le groupe compte actuellement huit membres : Daniel Håkansson (guitare, chant masculin), Kristin Evegård (chant féminin), Pontus Mantefors (guitare, effets), Andy Johansson (basse), Petter Karlsson (batterie, anciennement dans Therion), Johannes Bergion (violoncelle), Daniel Hedin (trombone) et Martin Isaksson (trompette).
Ils mélangent différents genres tels que le jazz, le heavy metal et plusieurs de ses variantes : symphonique, progressif, psychédélique ou encore folk. Leur style décalé, à part de tous les genres classiques, leur a valu de très bonnes critiques,.

## Biographie

### The Butcher's Ballroom(2006–2008)
À ses débuts, le groupe offre des chansons en téléchargement gratuit sur Myspace, incluant Heroines, Balrog Boogie et Poetic Pitbull Revolutions. L'album The Butcher's Ballroom sera gratuitement téléchargeable sur Jamendo. En juillet 2008, le groupe joue au Summer Breeze Open Air en Allemagne et en octobre 2008 au Metal Female Voices Fest en Belgique. En septembre 2008, ils commencent l'écriture d'un nouvel album et annoncent avoir déjà 13 chansons enregistrées.

### Deuxième album (2009–2011)

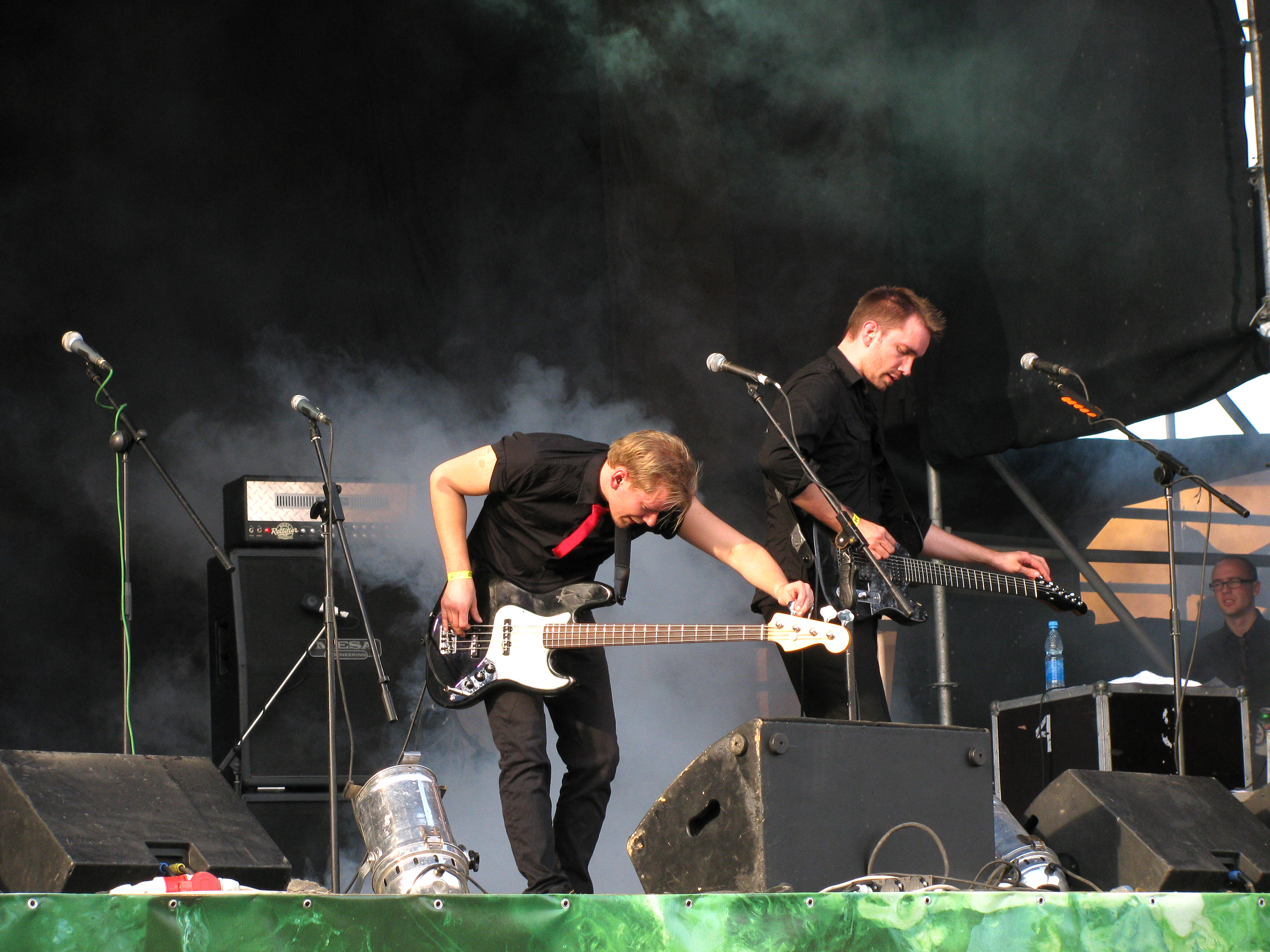
Diablo Swing Orchestra, au Global East Rock Festival, en 2010.

En mars 2009, Diablo Swing Orchestra signe avec le label Ascendance Records. Au printemps 2009, le groupe annonce son retour en studio et crée quelques blog vidéos pour leur prochain album. Le 30 juin 2009, ils annoncent que leur couverture sera réalisée par l'illustrateur suédois Peter Bergting, qui a déjà travaillé avec eux sur The Portent. La chanson A Tap Dancer's Dilemma est publiée sur leur page MySpace le 7 juillet 2009. Ils annoncent aussi deux éditions spéciales de l'album en précommande accompagnées de l'album original. Elles sont publiées sous format digipack comprenant le CD, un manuel de 12 pages et un DVD bonus.
Le 18 janvier 2010, Diablo Swing Orchestra annonce le départ de son batteur, Andreas Halvardsson, pour des « raisons personnelles » et son remplacement par Petter Karlsson, mieux connu au sein du groupe Therion. Diablo Swing Orchestra espère réaliser la préproduction de l'album de début à fin 2010. Le 17 juillet 2010, le groupe joue au Circo Volador, à Mexico, au Mexique. Le 14 août 2010, le groupe joue au Brutal Assault en République tchèque avec sa nouvelle formation.
En janvier 2011, Sing Along Songs for the Damned and Delirious est nommé dans la catégorie de l'« album éclectique » à la 10e édition des Independent Music Awards. La chanson A Tap Dancer's Dilemma est aussi nommée dans la catégorie metal / hardcore. Le 24 janvier 2011, le groupe annonce sur Facebook l'arrivée de Daniel Hedin et Martin Isaksson.

### Pandora's Piñata(depuis 2011)
Le 9 octobre 2011, le groupe révèle le titre de son troisième album, Pandora's Piñata. Le 29 mars 2012, le groupe annonce le départ de Petter Karlsson. Le groupe annonce l'arrivée du batteur Johan Norbäck en tournée l'année suivante. Le 9 avril 2012, le groupe publie le premier single de son album Voodoo Mon Amour sur Facebook. Le 8 janvier 2013, ils publient une vidéo de la chanson Black Box Messiah.
Le 16 août 2014, le groupe annonce le départ d'Annlouice Lögdlund, qui sera remplacée par Kristin Evegård. Leur prochain album est annoncé courant fin 2016, début 2017.

## Membres

### Membres actuels
- Kristin Evegård - chant, claviers (depuis 2014)
- Daniel Håkansson - guitare, chant (depuis 2003)
- Pontus Mantefors - guitare, effets sonores (depuis 2003)
- Anders Johansson - basse (depuis 2003)
- Johannes Bergion - violoncelle (depuis 2003)
- Martin Isaksson - trompette, chant (depuis 2011)
- Daniel Hedin - trombone (depuis 2011)
- Johan Norbäck - batterie (depuis 2012)

### Anciens membres
- Andreas Halvardsson - batterie (2003-2010)
- Petter Karlsson - batterie (2010-2012)
- Annlouice Loegdlund - chant (2003-2014)

## Discographie

### Albums studio
- 2006 : The Butcher's Ballroom
- 2009 : Sing-Along Songs for the Damned & Delirious
- 2012 : Pandora's Piñata
- 2017 : Pacifisticuffs
- 2021 : Swagger & Stroll Down The Rabbit Hole

### EP
- 2003 : Borderline Hymns